# La importancia de llamarse Ernesto (película de 2002)
La importancia de llamarse Ernesto (2002) es una película basada en la obra de teatro homónima de Oscar Wilde. La cinta fue dirigida por el británico Oliver Parker y protagonizada, entre otros, por Colin Firth, Reese Witherspoon y Rupert Everett.

## Argumento
Jack Worthing (Colin Firth) tiene una doble vida: por un lado tiene una vida modélica y respetable en el campo junto a Cecily (Reese Witherspoon) y por otro vive otra muy distinta en Londres, donde es un extravagante hombre al que le gusta llamar la atención junto a su amigo Algy (Rupert Everett).
- Datos: Q1366919